# Moritzburg
Moritzburg è un comune di 8 165 abitanti della Sassonia, in Germania. Appartiene al circondario (Landkreis) di Meißen (targa MEI).

## Storia
Famoso soprattutto per il Castello di Moritzburg che ivi sorge, di stampo barocco, il villaggio divento un mercato nel 1675. La stazione di monta della Sassonia è stata a Moritzburg dal 1828. Nel 1884 fu costruita la linea Radebeul-Radeburg, una Ferrovia a scartamento ridotto collegando Moritzburg a Radebeul e Radeburg. La pittrice e scultrice tedesca Käthe Kollwitz visse qui dal 1944 fino alla sua morte, avvenuta il 22 aprile 1945.

## Amministrazione

### Gemellaggi
- Cochem, Germania